# (6038) 1989 EQ
(6038) 1989 EQ es un asteroide perteneciente al cinturón de asteroides, región del sistema solar que se encuentra entre las órbitas de Marte y Júpiter, descubierto el 4 de marzo de 1989 por Robert H. McNaught desde el Observatorio de Siding Spring, Nueva Gales del Sur, Australia.

## Designación y nombre
Designado provisionalmente como 1989 EQ. 

## Características orbitales
1989 EQ está situado a una distancia media del Sol de 3,048 ua, pudiendo alejarse hasta 3,632 ua y acercarse hasta 2,463 ua. Su excentricidad es 0,191 y la inclinación orbital 8,271 grados. Emplea 1943,90 días en completar una órbita alrededor del Sol.

## Características físicas
La magnitud absoluta de 1989 EQ es 12,6. Tiene 22,248 km de diámetro y su albedo se estima en 0,047. 